# エウトン・ジュニオール・メロ・アタイジ
エウトン（Elton）こと、エウトン・ジュニオール・メロ・アタイジ（ポルトガル語: Elton Junior Melo Ataíde, 1992年5月1日 - ）は、ブラジル・サンパウロ州出身のサッカー選手。クルーベ・ナウチコ・カピバリベ所属。ポジションはミッドフィールダー。

## クラブ経歴
SCインテルナシオナルの下部組織出身。2010年にトップチームに昇格、同年1月17日のカンピオナート・ガウショでレアンドロ・ダミアンに代わって投入され、プロ初出場。2011年は3月から5月にかけてポルト・アレグレFCに期限付き移籍、復帰後はレコパ・スダメリカーナ2011でも2試合ともにフル出場し、タイトル獲得に貢献した。2013年にクリシューマEC、2014年にパラナ・クルーベとAAポンチ・プレッタに期限付き移籍した。
ポンチ・プレッタでは2014年にカンピオナート・ブラジレイロ・セリエA昇格に貢献、2015年も期限付き移籍のままであったが、2016年に完全移籍で加入した。
2018年にECバイーアに完全移籍。